# Douglas XB-42 Mixmaster
Douglas XB-42 Mixmaster byl experimentálním bombardovacím letounem, navrhovaným pro vysoké rychlosti. Jeho tovární označení bylo Douglas Model 459. Nekonvenční design spočíval v instalaci dvou pístových motorů v trupu letadla, z nichž každý poháněl jednu z protiběžných vrtulí na konci za ocasními plochami. Tím mělo být dosaženo aerodynamicky čistých tvarů, umožňujících vyšší výkony. Do konce druhé světové války byly postaveny celkem dva prototypy. Na jejím konci se ukázalo, že lepší cestou, jak dosáhnout vyšších výkonů je použití proudových motorů.
Z typu XB-42 byl odvozen také první americký proudový bombardér Douglas XB-43 Jetmaster (první let 17. května 1946).

## Vývoj

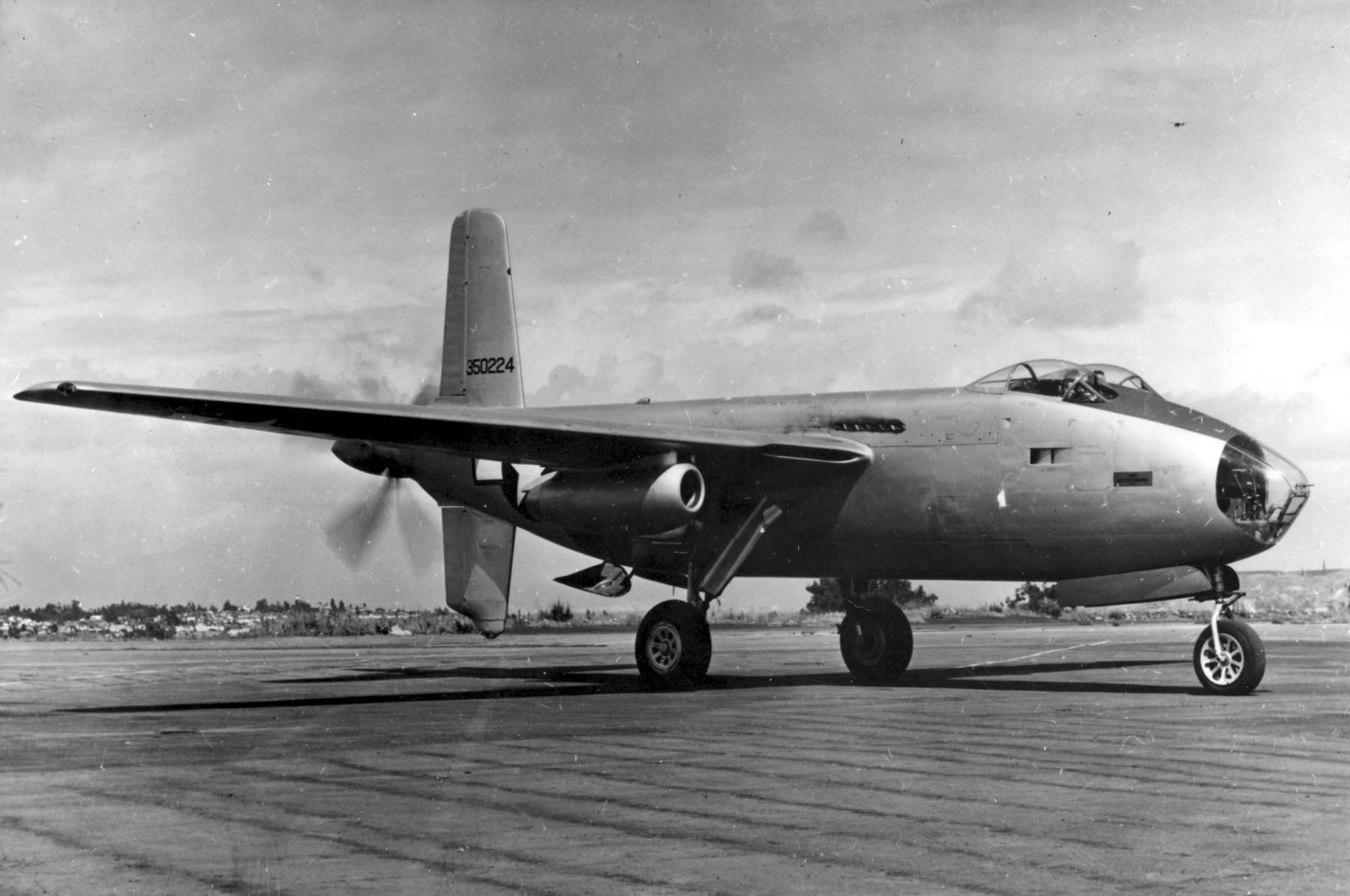
XB-42A

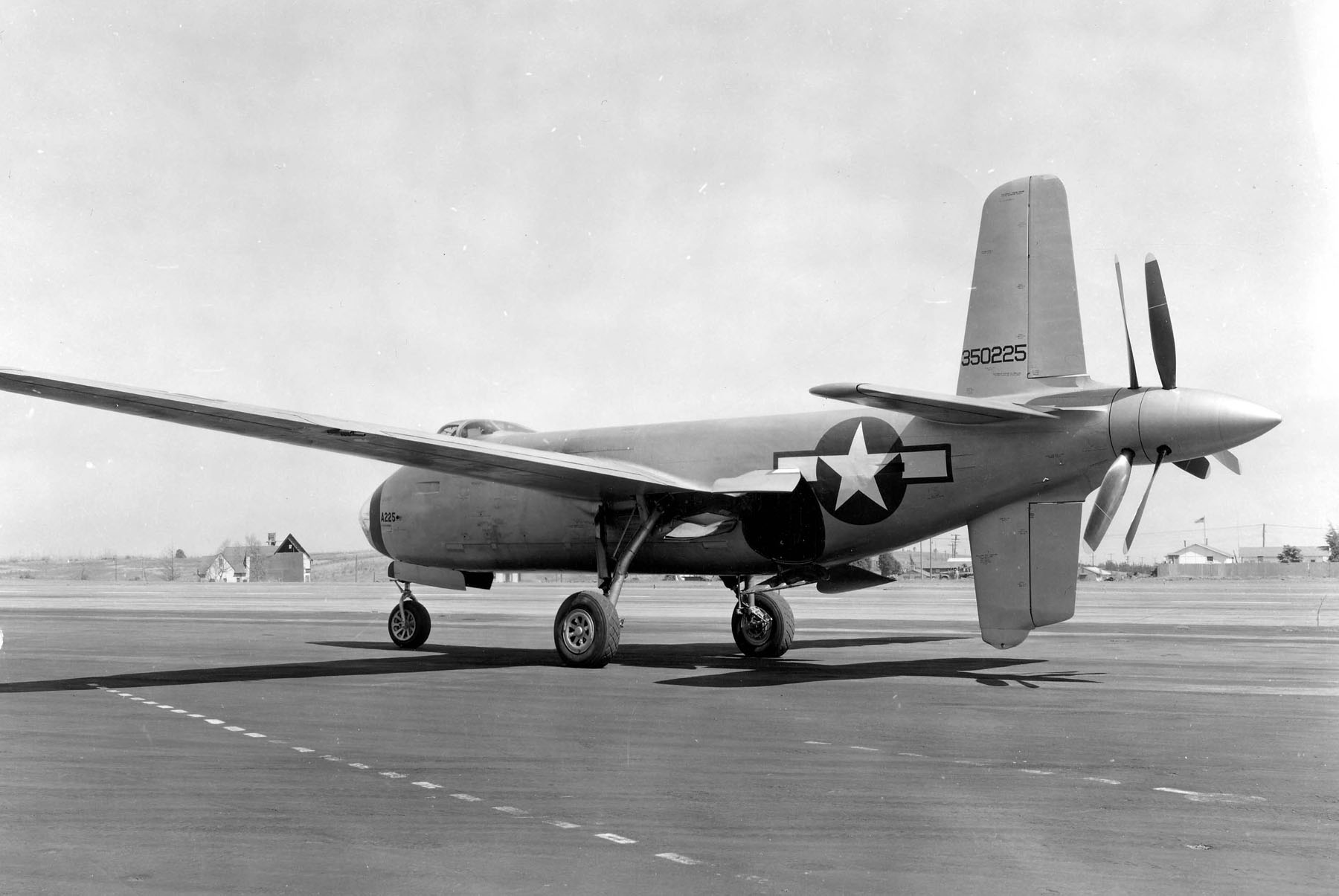
XB-42

Vývoj bombardéru Douglas Model 459 začal jako soukromá iniciativa společnosti Douglas. Šéfkonstruktér společnosti Douglas Edward F. Burton se svým týmem chtěl navrhnout výkonný dvoumotorový taktický bombardér. Měl dosahovat rychlosti necelých 650 km/h a 907 kg pum dopravit na cíl vzdálený 4000 km. Díky vysoké rychlosti letoun neměl potřebovat silnou obrannou výzbroj, což znamenalo menší posádku a úsporu hmotnosti. V květnu 1943 bylo s projektem seznámeno Americké armádní letectvo. Letoun zaujal, takže byly 25. června 1943 objednány dva prototypy a navíc ještě jeden drak pro statické zkoušky. Letounu bylo nejprve přiděleno označení XA-42, tedy pro útočný letoun, ale 25. listopadu 1943 bylo změněno na bombardér XB-42. Na dvojici protiběžných vrtulí, které stroj poháněly, odkazovalo jeho neoficiální jméno Mixmaster.
V září 1943 letectvo schválilo maketu letounu a první prototyp XB-42 (43-50224) byl dokončen v květnu 1944, tedy deset měsíců od objednávky. Prototyp XB-42 poprvé vzlétl 6. května 1944 na letišti Palm Springs Army Airfield v Kalifornii. Pilotoval jej Bob Brush. Druhý prototyp XB-42 (43-50225) poprvé vzlétl 1. srpna 1944 z letiště Santa Monica Airport. Výkony letounu byly považovány za vynikající. Potíže mimo jiné způsobovaly komunikaci ztěžující oddělené překryty kabiny obou pilotů (u druhého prototypu nahrazené větším společným překrytem), praskající plexisklo v přídi, nepříjemné vibrace v některých režimech (např. při otevřené pumovnici), nebo přehřívání motorů. Kvůli zlepšení stability byly zvětšeny ocasní plochy. Až druhý prototyp byl vybaven kulometnou výzbrojí.
Dne 8. prosince 1944 druhý prototyp uskutečnil rekordní přelet Long Beach v Kalifornii do Bolling Field ve Washingtonu. Vzdálenost 3693 km letoun uletěl v čase 5:17:34 a průměrnou rychlostí 697,8 km (433,6 mil) za hodinu.
Dne 16. prosince 1945 druhý prototyp XB-42 havaroval při zkušebním letu poblíž letiště Bolling Field. Prototyp byl zcela zničen, tříčlenná posádka se zachránila. V době havárie měl prototyp nalétáno 118 hodin. Zkoušky pokračovaly s využitím prvního prototypu, který do roku 1946 absolvoval celkem 168 letů v délce 144,5 hodiny.
V březnu 1946 bylo schváleno vybavení letounu dvojicí pod křídly umístěných proudových motorů Westinghouse 19XB-2A o síle 7,1 kN. Upravený stroj byl označen XB-42A. První let XB-42A proběhl 27. května 1947 na základně letecké základně Muroc. Takto upravený letoun dosáhl rychlosti až 761 km/h ve výšce 4267 m. Přes zvýšené výkony stroj vyžadoval náročnou údržbu a nebyl považován za perspektivní pro další vývoj. Ostatně společnost Douglas paralelně vyvinula i XB-42 blízký, ale již čistě proudový bombardér XB-43 Jetmaster. Prototyp XB-42A absolvoval pouze 23 letů o délce 18,5 hodiny. Po poškození při tvrdém přistání už nebyl opraven.
Dne 30. června 1949 byl první prototyp věnován do muzea. Dlouhodobě byl uložen v zařízení Paul E. Garber Facility v Silver Hill ve státě Maryland, které je součástí National Air and Space Museum. V roce 2010 byl letoun přesunut do Národního muzea Letectva Spojených států amerických v Daytonu ve státě Ohio.

## Popis

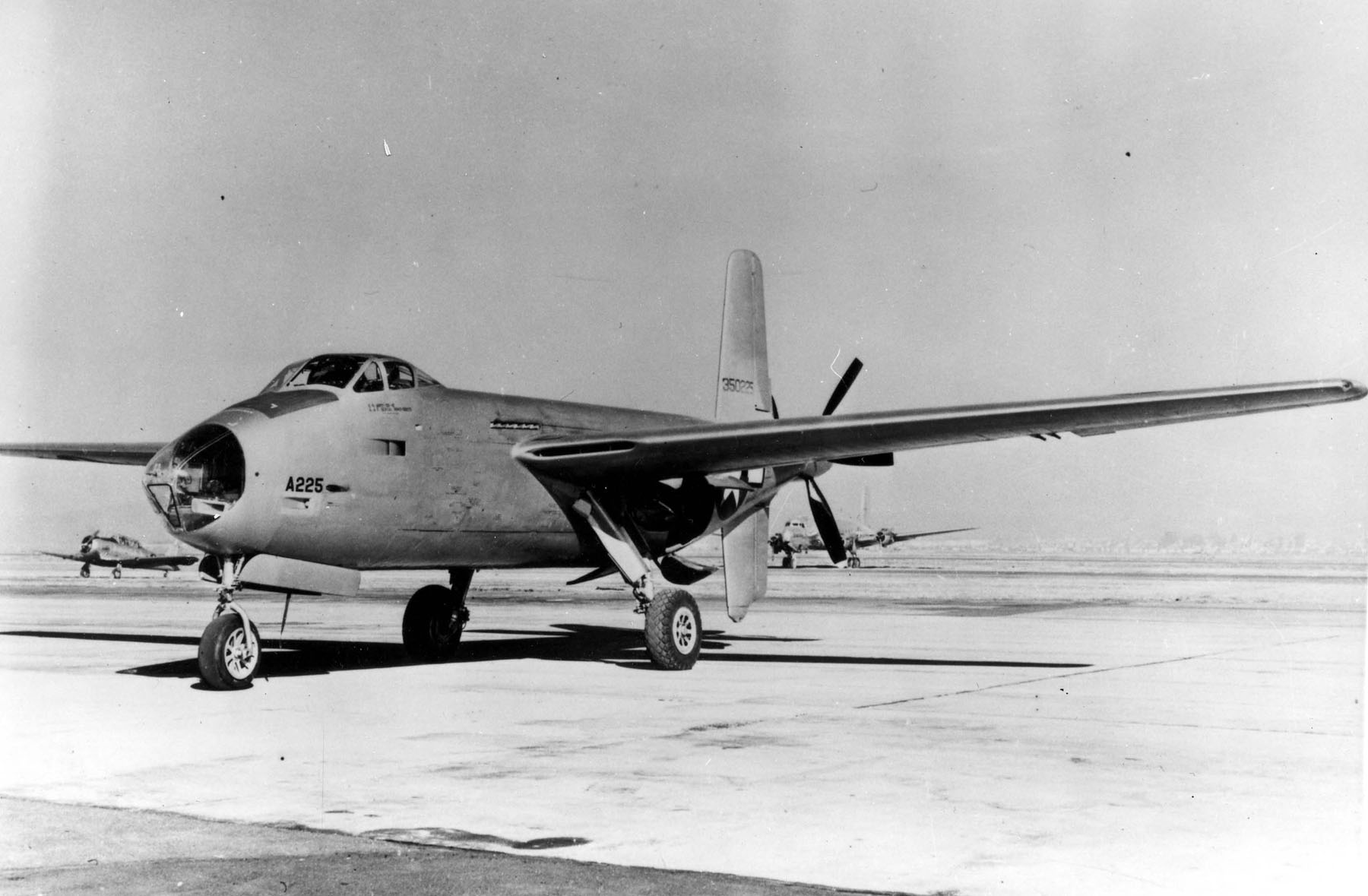
Douglas XB-42 zepředu

Jednalo se o celokovový středoplošník. Pilot a druhý pilot nejprve seděli pod dvojicí kapkovitých překrytů. Protože to však ztěžovalo jejich komunikaci, u druhého prototypu měly společný překryt. Bombometčík/navigátor měl stanoviště v nosu letounu, krytém plexisklem. XB-42 poháněly dva vodou chlazené dvanáctiválce Allison V-1710-125, umístěné vedle sebe v trupu letounu za kabinou pilotů. Každý měl výkon 1800 hp (1300 kW). Poháněly dvě souosé protiběžné třílisté tlačné vrtule Curtiss Electric, nacházející se v zádi letounu. V případě, že by posádka potřebovala z letounu vyskočit, měly být vrtule odhozeny pomocí výbušniny. Vstupy vzduchu byly na náběžné hraně křídla. Podvozek byl třístopý, příďový a pod ocasem letounu byla velká kýlová plocha, která měla zabránit kontaktu vrtulí se zemí. Ocasní plochy byly křížové. V případě potřeby mohly být do pumovnice instalovány čtyři přídavné nádrže. Další přídavná nádrž mohla být podvěšena pod každé křídlo.
Obrannou výzbroj tvořily dvě dvojice dálkově ovládaných kulometů ráže 12,7 mm v zatahovacích věžích, které byly instalovány v odtokové hraně křídla. Zbraně ovládal druhý pilot ze svého stanoviště vedle pilota. Tyto zbraně měly jen omezený rozsah výkyvu po 25° do stran, 30° nahoru a 15° dolu, ale bylo to považováno za dostatečné. Pro palbu směrem kupředu byly v trupu namontovány dva pevné 12,7mm kulomety. Letoun unesl až 3600 kg pum. Podobně jako i typů A-20 Havoc a A-26 Invader konstruktéři pracovali i s možností průzkumné verze vybavené kamerami a útočné verze, kde by bombometčíka v přídi nahradila další výzbroj kanónů a kulometů. Tyto varianty zůstaly jen na papíře.

## Specifikace (XB-42)

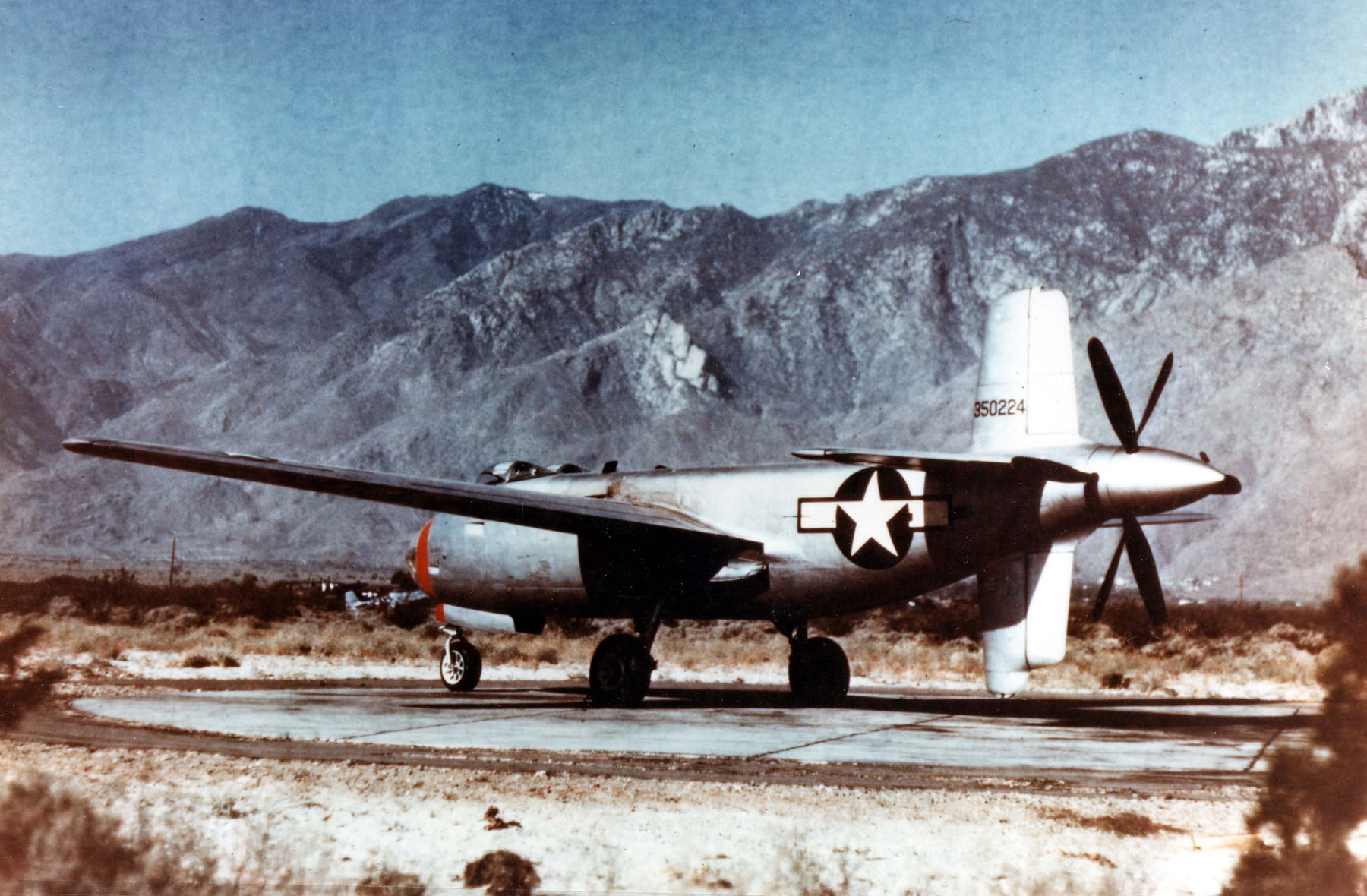
Douglas XB-42

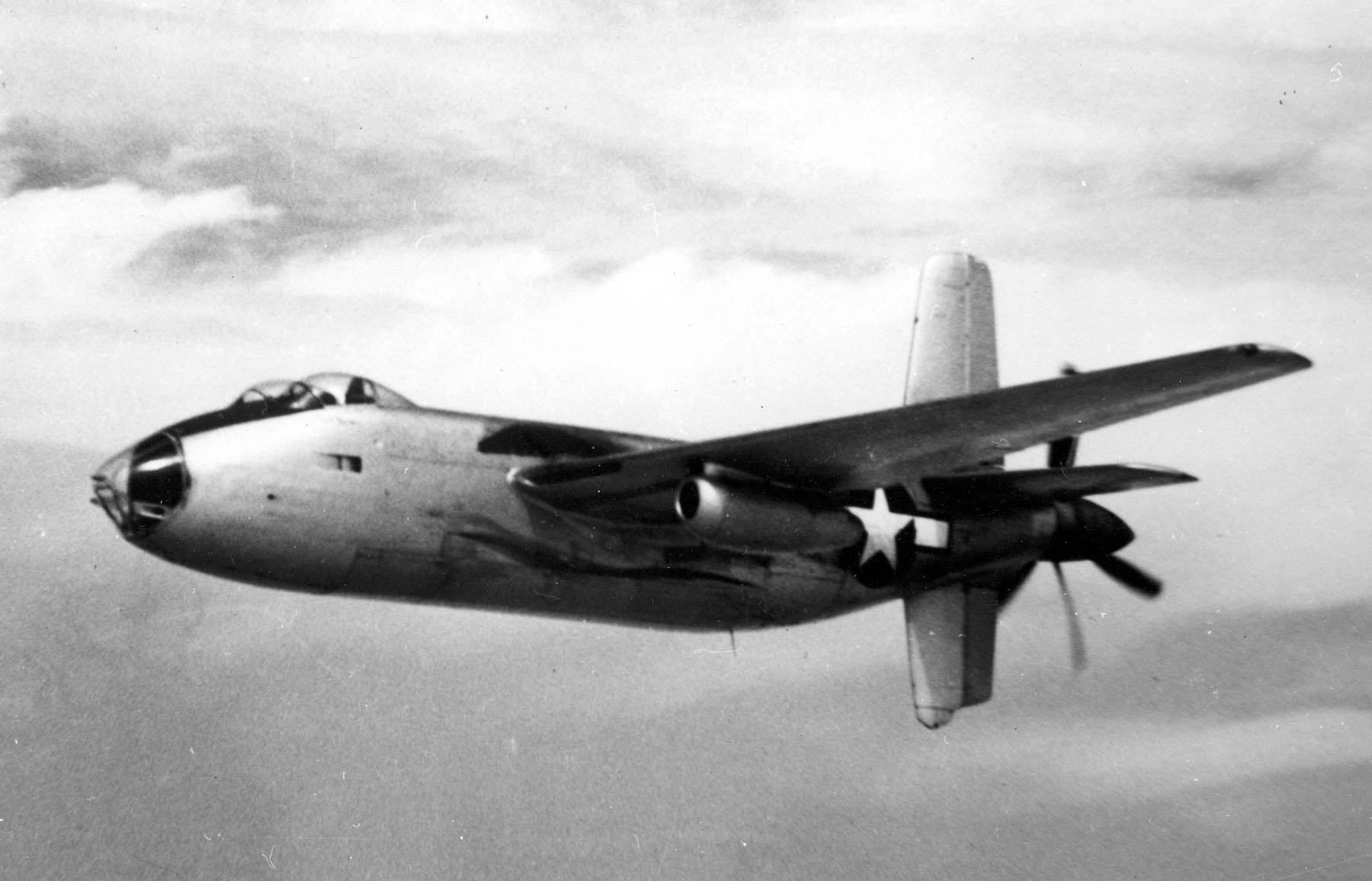
Douglas XB-42A za letu

### Technické údaje
- Rozpětí: 21,49 m
- Délka: 16,4 m
- Výška: 5,7 m (později 6,3 m)
- Nosná plocha: 51,6 m²
- Plošné zatížení: 292 kg/m²
- Hmotnost prázdného stroje: 9475 kg
- Vzletová hmotnost: 15 060 kg
- Maximální vzletová hmotnost: 16 194 kg
- Pohonné jednotky: 2× řadový motor Allison V-1710-125
  - Výkon motoru: 1800 hp (1300 kW)

### Výkony
- Nejvyšší rychlost: 660 km/h (ve výšce 7145 m)
- Cestovní rychlost: 502 km/h
- Operační dostup: 9000 m
- Bojový dolet: 2900 km

### Výzbroj
- 6× kulomet M2 ráže 12,7 mm
- 3600 kg pum